# Irische Fußballnationalmannschaft (U-17-Junioren)
Die irische U-17-Fußballnationalmannschaft ist eine Auswahlmannschaft irischer Fußballspieler. Sie unterliegt der Football Association of Ireland und repräsentiert sie international auf U-17-Ebene, etwa in Freundschaftsspielen gegen die Auswahlmannschaften anderer nationaler Verbände, bei U-17-Europameisterschaften und U-17-Weltmeisterschaften.
Die Mannschaft wurde 1998 in Schottland Europameister. 1996 hatte sie bereits das Viertelfinale erreicht. Zuletzt schied sie 2000 und 2008 in der Vorrunde aus.
Für eine Weltmeisterschaft konnte sie sich bislang nicht qualifizieren.

## Teilnahme an U-17-Weltmeisterschaften
(Bis 1989 U-16-Weltmeisterschaft)
| 1985 | nicht qualifiziert |
| 1987 | nicht qualifiziert |
| 1989 | nicht qualifiziert |
| 1991 | nicht qualifiziert |
| 1993 | nicht qualifiziert |
| 1995 | nicht qualifiziert |
| 1997 | nicht qualifiziert |
| 1999 | nicht qualifiziert |
| 2001 | nicht qualifiziert |
| 2003 | nicht qualifiziert |
| 2005 | nicht qualifiziert |
| 2007 | nicht qualifiziert |
| 2009 | nicht qualifiziert |
| 2011 | nicht qualifiziert |
| 2013 | nicht qualifiziert |
| 2015 | nicht qualifiziert |
| 2017 | nicht qualifiziert |
| 2019 | nicht qualifiziert |
| 2023 | nicht qualifiziert |

## Teilnahme an U-17-Europameisterschaften
(Bis 2001 U-16-Europameisterschaft)
| 1982 | nicht qualifiziert |
| 1984 | nicht qualifiziert |
| 1985 | nicht qualifiziert |
| 1986 | nicht qualifiziert |
| 1987 | nicht qualifiziert |
| 1988 | Vorrunde           |
| 1989 | nicht qualifiziert |
| 1990 | nicht qualifiziert |
| 1991 | nicht qualifiziert |
| 1992 | Vorrunde           |
| 1993 | Vorrunde           |
| 1994 | Vorrunde           |
| 1995 | nicht qualifiziert |
| 1996 | Viertelfinale      |
| 1997 | nicht qualifiziert |
| 1998 | Europameister      |
| 1999 | nicht qualifiziert |
| 2000 | Vorrunde           |
| 2001 | nicht qualifiziert |
| 2002 | nicht qualifiziert |
| 2003 | nicht qualifiziert |
| 2004 | nicht qualifiziert |
| 2005 | nicht qualifiziert |
| 2006 | nicht qualifiziert |
| 2007 | nicht qualifiziert |
| 2008 | Vorrunde           |
| 2009 | nicht qualifiziert |
| 2010 | nicht qualifiziert |
| 2011 | nicht qualifiziert |
| 2012 | nicht qualifiziert |
| 2013 | nicht qualifiziert |
| 2014 | nicht qualifiziert |
| 2015 | Vorrunde           |
| 2016 | nicht qualifiziert |
| 2017 | Viertelfinale      |
| 2018 | Viertelfinale      |
| 2019 | Vorrunde           |
| 2022 | nicht qualifiziert |
| 2023 | Viertelfinale      |
| 2024 | nicht qualifiziert |